# 龍樹
龍樹（天城文：नागार्जुन, Nāgārjuna，?—?），一稱龍猛、龍勝，音譯為那嘎呵朱訥，舊譯為那伽閼剌樹那、那伽阿順那；佛教僧侶、大乘佛教論師，大约生活在公元2世紀，出生於南印度，於說一切有部中出家，在佛教史上具有崇高地位，許多人認為祂是大乘佛教中最重要的論師，相傳為證得初地果位之菩薩。其著作甚多，其中以《中論》及《大智度論》最為著稱。
龍樹廣泛影響了大乘佛教各個宗派，中觀派以祂為創始者，瑜伽行唯識學派與如來藏學派也多以祂的著作來證明本身宗義的正確。祂對漢傳佛教的影響亦非常深遠，尤其是三論宗和天台宗，即便不是為其宗的弘揚者，也多表示對他的崇敬，或依附龍樹教門。祂在日本佛教中更享有「八宗共祖」稱號。在藏傳佛教中，與其大弟子提婆（亦名聖天）同被列入為佛教的二勝六莊嚴之一。密宗也以祂為傳承上師之一，列名八十四大成就者中。
中國一些道教流派由於受到佛教禪宗、密宗的影響，也尊龍樹為神靈，尊稱其為「龍樹醫王」、「龍樹妙醫衛國禪師」，如閭山派。

## 名稱
漢傳佛經中，龍樹有三個譯名，分別為龍樹、龍勝與龍猛。以龍樹最為通行，密宗中主要使用龍猛這個名稱。

### 龍樹
Nāgārjuna，由Nāgā與Arjuna兩個單字組成。Nāgā音譯那伽，意為龍，因為在龍宮成道，所以在名字前冠上龍。阿周陀那（Arjuna）是一種樹名，因其在此樹下出生，以樹名為名。因此鳩摩羅什將其譯為龍樹。

### 龍勝
出自北魏般若流支譯《順中論》。嘉祥吉藏在《中論疏》中認為龍勝為龍樹的另一譯名。

### 龍猛
玄奘將其名譯為龍猛。這個譯法有兩個說法，一是遏羅樹那（arjuna）意為威猛，二是古代勇士，以阿周陀那為名，因此阿周陀那也有威猛的意思。這位古代勇士可能是指《薄伽梵歌》中的阿周那，阿周陀那也是因陀羅的名字之一。

### 藏傳譯名
Arjuna，在梵文中，源自於動詞詞根Arj，意為得到、獲得、成就。布頓認為，Nāgārjuna意為於龍中得到成就。譯為藏文（klu sgrub），klu是那伽，也就是龍的意思，sgrub則是得到成就之意，字面直譯為龍成。

### 入楞伽經
漢譯《入楞伽經》中的龍樹比丘，梵文本《入楞伽經》寫為 。，由那伽與動詞組成，意思是以龍為名。印順法師認為即是多羅那他記載中的龍叫。或以為和龍樹為同一人，或以為是不同人。

## 生平
龍樹的生平，歷史記載不多，主要來自鳩摩羅什譯《龍樹菩薩傳》、玄奘《大唐西域記》與藏傳《布頓佛教史》、《印度佛教史》。

### 出身
龍樹出身南印度，為婆羅門種姓，少年時學習吠陀經典，同時也精通各種學問及法術。相傳龍樹與好友三人習得隱身術，進入王宮，調戲宫女。國王得知後大怒，在大臣建議下，命武士在空中揮刀，其他人被殺，龍樹智高，認為武士不敢在國王身邊揮刀，於是緊臨國王身側站立，逃過一劫，領悟「欲為苦本」，於是決心出家，加入佛教僧團。傳統上認為龍樹是在說一切有部中出家的。

### 弘法
龍樹在印度北方雪山（今喜馬拉雅山區）的佛寺，閱讀到大乘佛教經典後，至印度各地尋求大乘佛教經典，並推廣大乘佛教。因為當時大乘佛教尚不被人接受，曾想自立大乘僧團，改變服色，自行授戒，但沒有成功。
相傳龍樹進入龍宮學習大乘方等經典，之後在印度南方弘法。根據《法苑珠林》與《大唐西域記》記載，印順法師認為龍樹進入龍宮的地方，在於烏茶國（位於今印度奥里萨邦）。龍樹進入龍宮取回的大乘經典，漢傳佛教相傳為《華嚴經》，藏傳佛教的傳說則是《般若十萬頌》（即《大般若經》）。
龍樹曾服務於案達羅王室，曾寫作《寶行王正論》、《親友書》，致案達羅王室。其中《親友書》，僧伽跋摩譯為《勸發諸王要偈》，另有一譯本題作《龍樹菩薩為禪陀迦王說法要偈》，唐義淨譯為《龍樹菩薩勸誡王頌》。龍樹引用王室先祖之名，以信件勸誡案達羅王應行正道來治理國家，由此信件可知他與案達羅王室間，有深厚友情。藏譯本稱這位國王為樂行國王，義淨譯本稱其為乘土國王、娑多婆漢那王（Satavahana，為案達羅王室別名），大唐西域記稱其為引正王，可知他是案達羅王室的某位國王，不過他的實際身份，在現代學者間仍難下定論。
據印度史學家R. C. 馬宗達的說法，禪陀迦王應當是案達羅王朝的中興之主 Gautamiputra Satkarni（公元1世紀或2世紀）或其後繼者。Joseph Walser認為禪陀迦/市寅得迦，是指王朝首都Dhanya(ka)taka（現今的Dharanikota，位於阿馬拉瓦蒂附近）而非人名Satakarni。

### 晚年及圓寂
龍樹晚年居住在南憍薩羅國西南的跋邏末羅耆釐山中，案達羅王室為他在此建立伽藍。龍樹極為高壽，年紀超過百歲。根據佛教文獻暗示，龍樹有可能是被某位小乘法師迫害而殉教。記載稱，當時有位小乘法師，對龍樹菩薩很忿恨嫉妒。龍樹菩薩將要示現圓寂，就問這位小乘法師：“你樂意我長期停留世間嗎？”小乘法師答道：“我實在不願意。”於是龍樹菩薩退入內室，一天都未出門。弟子破戶查看，發現龍樹菩薩已經坐化。另也有說法是涉入王室繼承造成的政治紛爭而被王子賜死。
龍樹圓寂後，繼承人為弟子提婆。南印度地區的人為龍樹建廟，備受尊崇，與馬鳴、提婆、童受等共稱「四日照世」。大乘佛教中對他極為敬重，傳說他為初地菩薩，慧遠認為他是十地的大菩薩，道安認為他是十地菩薩、阿羅漢，嘉祥吉藏大師認為他為如來所示現。日本學者梅原猛認為龍樹是大乘佛教的實際建立者。

## 現代考證
由古代記載，現代佛教學者認為古印度曾有多個同名人物，因為同名，在傳說被混合在一起。這個學說最早由日本學者河口慧海與寺本婉雅提出，認為在歷史上至少存在古龍樹與新龍樹兩個不同人物。日本學者中村元，根據著作、思想內容、事蹟與生存年代差異等，分析出現有傳說中，含有至少六個不同龍樹，其中包括:
1. 《中論》作者
2. 《大智度論》作者
3. 《十住毗婆沙論》作者
4. 《寶行王正論》作者
5. 佛教密宗學者
6. 化學與煉金師

### 煉金術師龍樹
相傳龍樹會煉金術，煉製藥品，精通占星學。在梵文與西藏著作中，存在數本以龍樹為名的煉金術著作。

### 古龍樹與新龍樹
日本學者河口慧海與寺本婉雅，比較大乘佛教與密宗間的記載差異，認為至少存在兩個同名的龍樹，分為古龍樹與新龍樹。古龍樹為大乘論師，新龍樹為密教祖師。

### 龍樹與龍叫
在北魏譯與唐譯的《楞伽經》中曾提到龍樹。相關段落在宋譯本《楞伽阿跋多羅寶經》未出現。藏傳文獻稱《楞伽經》、《大雲經》又記載，這位一切有情樂見童子，又稱為龍比丘，傳統上將他等同於龍樹。
密宗以龍猛為其始祖之一，如藏傳佛教所傳《文殊根本續》，提到一位稱為龍的比丘，與《楞伽經》傳說相同，密宗傳統上也認為他就是龍樹。
在《大雲經》、《大法鼓經》中，皆提到一位出身南印度，名為一切有情樂見童子的人物，可能是如來藏學派早期的重要人物之一。印順法師認為，龍樹的《大智度論》已引述到《大雲經》，《大雲經》集成時間應早於龍樹，並將一切有情樂見童子的在世年代推定為公元1世紀，與馬鳴同時。在漢譯《大雲經》中說這位“眾生樂見比丘”是大菩薩、大香象王，梵文中“那伽”可指“龍”也可指“象”，這裡的大香象王是對他的盛讚之語，但後人可能誤會他還有名字叫“大香象王”或“龍”。《大法鼓經》提到世間樂見比丘的事蹟，並生「生安樂國」，魏譯和唐譯《楞伽經·偈頌品》也稱龍樹將「往生安樂國」，在傳說中可能因此把兩個人等同起來。
印順法師，認為《楞伽經》中提到的龍樹，梵文名為Nāgāhvaya，意譯為「龍呼」、「龍叫」、「龍名」，與龍樹（Nāgārjuna）的名字不同，指應是另一個人。多羅那他《印度佛教史》記載，有位南方阿闍黎龍叫，與提婆同時，在印度南方倡導唯識中觀見，應屬於順瑜伽行中觀學派，在教義上近於如來藏學派。他生活在旃陀羅笈多時代，時代晚於龍樹，與提婆同時，可能也是龍樹的弟子之一。布頓大師也認為《大雲經》中相關記載並未明確說這位比丘即是龍樹，仍待考證。可能在晚期的傳說中，把龍樹跟這位龍叫的事蹟混在一起，因此造成誤會。

### 密宗學者龍樹
《布頓佛教史》記載龍樹出生南印度毗達婆國，於中印度那爛陀寺出家，師從密教大手印祖師薩拉哈學習了密集金剛密續，他原名為羅睺羅跋陀羅。印順法師認為龍樹曾於那爛陀寺學法的記載，可能是後世訛傳。

### 龍樹的年代
龍樹在世年代，有很多傳說。西方學者多認為是西元1世紀至2世紀之間。
《龍樹菩薩傳》寫作於龍樹過世後百年。據此，印順法師認為龍樹在世時間，約是西元150年至250年間。宇井伯壽以鳩摩羅什（344－413）在世時間逆推，估算龍樹在世的時間，也得出相同的見解。

## 思想及貢獻
龍樹菩薩是佛教中觀學說的開創者，以其初地菩薩的證量，並依大乘佛教般若諸經典為本，對大乘佛法的中道予以嚴謹的論証。龍樹菩薩於大乘佛法的中道定義為「非有亦非無，亦無非有無，此語亦不受，如是名中道。」即不落有無兩邊，此不落亦不落，如此形容語也不受，是名為中道。並以此中道義及初地無生法忍的證量破斥諸外道的謬論。龍樹菩薩在佛法的歷史地位，世尊早已預記於《摩訶摩耶經》中:「…；佛涅槃後。…。六百歲已，九十六種諸外道等，邪見競興破滅佛法。有一比丘名曰馬鳴，善說法要降伏一切諸外道輩。七百歲已，有一比丘名曰龍樹，善說法要滅邪見幢，然正法炬。」意謂繼馬鳴菩薩後約一百歲已，外道的邪見（斷見、常見、無因論等）乃未止息。故龍樹菩薩造《中論》、《十二門論》、《大智度論》破斥邪見並弘揚世尊的第一義諦正法。龍樹菩薩的歷史地位，佛亦預記於《入楞伽經卷第九》中:「…大慧汝諦聽，有人持我法。於南大國中，有大德比丘；名龍樹菩薩，能破有無見。為人說我法，大乘無上法；證得歡喜地，往生安樂國。」
龍樹菩薩的《中論》依「八不中道」滅諸戲論。《中論》以觀蘊處界等一切法的“有、時、空、動”四個範疇，論証緣起沒有獨立、常住的自性，沒有自性就是（自）性空，並以此降伏諸外道的邪見。又龍樹菩薩大弟子提婆者，智慧明敏，機神警悟，欲摧邪見外道，乃請其扮外道，龍樹扮外道並力挺外道義，然提婆依龍樹所授佛法破斥外道謬理。七日之後，龍樹亦失其所立之外道義，遂允提婆擊法鼓，與外道論議，隨外道之所說，而予以析破，摧諸異道。故摧伏外道、破斥邪見、作獅子吼、護持並弘傳世尊正法、紹繼佛種、續佛法脈、以初地菩薩的證量作法布施，造諸論，利益有情，此是龍樹菩薩在佛法的歷史上應有的定位。
龍樹菩薩造《中論》以觀五陰十八界法等法，以示緣起中道。例如以觀四諦而成立之緣起「性空」（沒有自體性）的真意，即是無常無我的因緣法，即是《中論》〈觀四諦品第二十四〉所言之「以有空義故，一切法得成，若無空義者，一切則不成。……，未曾有一法，不從因緣生，是故一切法，無不是空（義）者。」故依無生法而言，無生法與一切法乃非一非異之中道也。

## 對漢傳佛教的影響

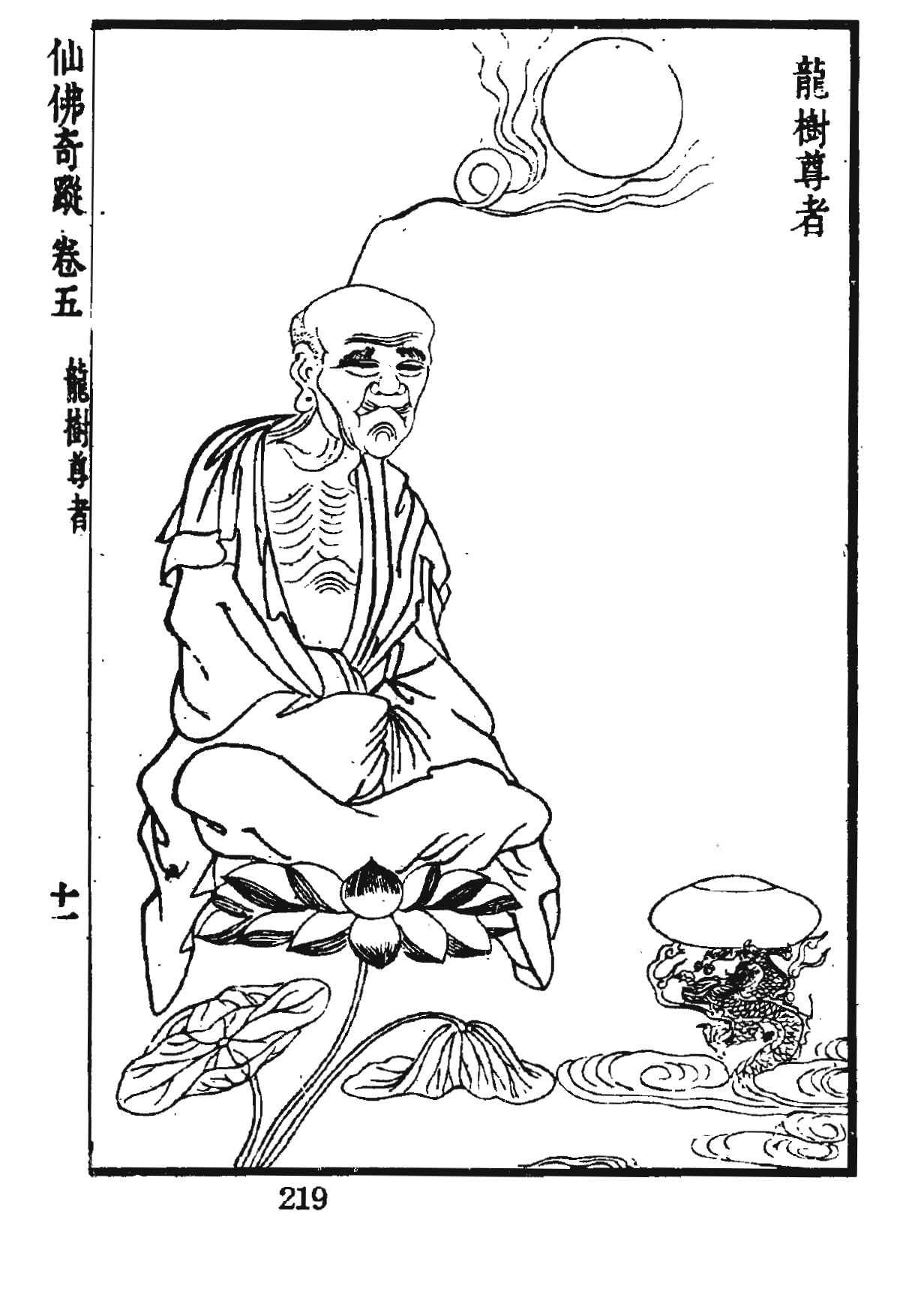
龍樹尊者

就中國佛教史來看，最早引介龍樹思想的是鳩摩羅什。羅什翻出了《中論》和青目釋、《十二門論》，及龍樹弟子提婆所作的《百論》，形成「關河之學」。因他在長安譯經、講經，吸收當時關河（長安）一帶的學者，如僧肇、僧叡等人。僧肇以駢文寫作《肇論》，批評六家七宗之偏失，闡釋龍樹的中觀之學。
鳩摩羅什還譯出龍樹所作的釋經論，分別是解釋般若經的《大智度論》和解釋十地經的《十住毗婆沙》。
後來，「關河之學」對學習三論之學的吉藏有深刻影響，他的《中觀論疏》常引關河舊說。往後興起的天台宗、華嚴宗、法相宗等亦或多或少受龍樹的影響。如天台宗智顗在其著作中援引大智度論和中論，華嚴宗法藏作十二門論注疏，法相宗承繼印度唯識學重新闡釋中觀空義，如玄奘著《會宗論》。
鳩摩羅什之後傳譯來的龍樹作品，有《六十頌如理論》（施護譯）、《七十空性論》（法尊譯）、《因緣心論頌》（失譯）、《菩提資糧論頌》（達磨笈多譯）、《一輸盧迦論》（般若流支譯）、《迴諍論》（毘目智仙共般若流支譯）、《勸誡王頌》（義淨譯）、《寶行王正論》（真諦譯）等。
在龍樹著作中，最常譯為華語的作品是《中論頌》和《龍樹菩薩勸誡王頌》。

## 對藏傳佛教的影響
藏傳佛教四大教派都推崇龍樹與中觀，所接受的中觀思想，主要是中晚期印度派的思想。寂護是最早將中觀派思想引入藏傳佛教的代表人物，赤松德贊曾經向全藏宣布，以寂護的見解作為藏傳佛教的規範。寂護的見解被稱為隨瑜伽行中觀派，因為他在相當程度上，融合了唯識派的思想。在寧瑪派中，仍然保持了他的部份見解，但因為朗達瑪滅佛的影響，寂護在西藏的影響力在後世並不大。
至後弘期時，月稱的再傳弟子阿底峽大師，以寂天的教義，入藏傳授，作《菩提道燈論》，建立噶當派，將中觀應成派傳入西藏，後為格魯派宗喀巴尊奉，成為藏傳佛教的正宗。
寧瑪派繼承了印度晚期諸師的舊說，將「如來藏」思想稱為「大中觀」，亦即「大圓滿見」，以此建立大圓滿次第。
噶舉派傳承印度那洛巴大師的法脈，認為大手印、大中觀和大圓滿教授，三者本質沒有差別，都是直接觀看我們的心性。在直貢噶舉派中認為教主吉天頌恭在佛住世時為維摩詰居士，然後再轉世為龍樹菩薩，最後轉世為吉天頌恭，創建直貢噶舉。。
薩迦派以清辨的中觀思想，作為解釋密乘的本義。

## 著作
龍樹菩薩論著極為豐富，如：《大智度論》、《中論》、《十二門論》、《七十空性論》、《迴諍論》、《六十頌如理論》、《方便心論》、《廣破論》（Vaidalya-prakarana）、《大乘破有論》、《十住毗婆沙論》、《因緣心論頌》、《菩提資糧論頌》、《寶行王正論》、《勸誡王頌》等不少著名的論典或頌文，造論之多，世所罕見，故被譽為「千部論師」。然除上述之經典外，亦有學者存疑其它的一些論典是否真為龍樹菩薩所著，如《十八空論》、《釋摩訶衍論》。現存藏傳《無畏論》，因為其中引用了提婆著作，被認為是後人所作，非龍樹著作。
印順法師根據藏傳佛教傳統，將龍樹的著作，分為兩大類，一為抉擇甚深義者，這包括《中論》、《七十空性論》、《六十正理論》、《迴諍論》等，以論理方式深入諸法實相。二為分別菩薩廣大行者，包括《大智度論》、《十住毗婆沙論》、《菩提資糧論》、《寶行王正論》、《勸誡王頌》等。
漢譯龍樹菩薩所造之《中論頌》、《大智度論》、《十住毗婆沙論》皆對漢傳的大乘佛法有重要影響與貢獻，也是中觀學派所依據的論典。
在龍樹作品中，大量引用各種佛經，佛教研究者經常以此來作大乘佛教經典的定年之用：在龍樹作品中曾被引用的大乘佛教經典，為早期大乘佛教經典，而龍樹未曾引用的，則判定為中期及晚期佛經。
龍樹作品中，中論、迴諍論、勸誡王頌（Suhṛllekha，親友書）與寶行王正論（Ratnavali）的梵文本仍然留存。

## 外部連結
- 林鎮國：〈龍樹《迴諍論》與基礎主義知識論的批判 （页面存档备份，存于）〉。
- 藏地學者的龍樹著作觀 （页面存档备份，存于）
- 龍樹菩薩所述的極樂淨土義 （页面存档备份，存于）